# レボリューション9
「レボリューション9」（Revolution 9）は、ビートルズのサウンドコラージュである。1968年に発売された9作目のイギリス盤オリジナル・アルバム『ザ・ビートルズ』に収録された。レノン＝マッカートニー名義となっているが、主にジョン・レノンがオノ・ヨーコとジョージ・ハリスンのサポートを受けて作成した楽曲。本作では、オノの前衛芸術性や、エドガー・ヴァレーズやカールハインツ・シュトックハウゼンが手がけたミュジーク・コンクレートに影響を受けている。
1968年5月にレコーディングされたレノン作の「レボリューション1」のエンディング部分が原型となっており、エンディング部分を再構築して、レノン、ハリスン、オノの3人がボーカルやテープループなどをオーバー・ダビングして完成させた。演奏時間は8分21秒と、ビートルズの公式発表曲の中で最も長い楽曲である。

## 背景と着想
1966年より、ビートルズはテープの逆回転などを駆使した実験音楽を制作するようになっていた。同年に発売されたアルバム『リボルバー』には、EMIレコーディング・スタジオに備え付けられたテープ・レコーダーを総動員させ、メンバー自ら作成したテープ・ループを主体とした楽曲「トゥモロー・ネバー・ノウズ」が収録され、1967年にはBBCラジオ3で放送された『リア王』の朗読の断片を取り入れた「アイ・アム・ザ・ウォルラス」が発表された。本作はテープループを駆使した実験音楽のひとつで、ビートルズ初のミュジーク・コンクレートとなった。
本作はレノンとその妻であるオノ・ヨーコによって生み出された楽曲である。レノンは「あれはある意味ヨーコの影響だった。彼女の作品を聴いた瞬間に俺は魅了されて、自分でも同じようなことをやりたいと思った」と語っている。同年5月19日、サリー州ウェイブリッジにあるレノンの自宅内のスタジオで、その場で流れた音楽やノイズ、会話などを録音したことを契機に2人は交際を始め、11月29日に共同名義で『未完成作品第1番 トゥー・ヴァージンズ』を発売した。
なお、レノンと同時期にポール・マッカートニーも実験音楽に関心を持ち、1967年に開催の芸術祭のために「カーニヴァル・オブ・ライト」を制作したが、本作には一切関与していない。これにより本作の完成時点で、本作をビートルズ名義のアルバムに収録するべきか否かで意見が衝突した。

## レコーディング
この曲の起源は、1968年5月30日の「レボリューション」のレコーディング・セッションに遡る。当時の「レボリューション」はテンポが遅く、完成テイク（テイク18）は演奏時間が10分を超えていた。ジョンは、このテイクをシングル・カットすることを希望していたが、ポール・マッカートニーとジョージ・ハリスンがテンポが遅すぎることからこれを拒否。その後シングルにはテンポを上げてリメイクした「レボリューション」（『ヘイ・ジュード』のB面）が収録された。これにより、元のスローテンポのものは前半部分が「レボリューション1」、後半部分が「レボリューション9」のベースとして利用された。
6月11日の夜にマッカートニーがスタジオ2で自作の「ブラックバード」をレコーディングしている傍ら、レノンはスタジオ3でサウンド・コラージュ用の効果音を探していた。時折スタジオ2にも顔を出し、マッカートニーに対して楽曲にピアノやギターで伴奏を付けるほか、アレンジに関するアイデアを提案したことも伝えられている。
6月20日に本作のためにレノンとオノ、ジョージ・ハリスン、ジョージ・マーティンの4人が集った。スタジオ3で集めた効果音でテープ・ループを作成し、これを数台のテープ・レコーダーでを再生しながらライブ・ミックスし、曲の5分11秒の辺りでレノンとハリスンの会話を録音して追加した。レノンは「ジョージとオレは20分ほど適当に喋った」「言葉は全て思いつきで、脚本なんてものは存在しなかった」と語っている。また、「レボリューション」のテイク18のコーダ部分に含まれていたオノの「You become naked」という言葉や、ピアノの伴奏の断片も本作に含まれている。
6月21日に最初のステレオ・ミックスが作成され、25日にステレオ・ミックスが作成された。この段階で曲の長さが53秒短くなった。また8月26日にモノラル・ミックスが作成されたが、これはステレオ・ミックスをフォールド・ダウンしたもの。

### 「レボリューション9」の前の会話
「レボリューション9」の前にジョージ・マーティンとアリステア・テイラー（アップル社のオフィス・マネージャー）の会話が入る。

Taylor: bottle of claret for you if I'd realized. I'd forgotten all about it George, I'm sorry...
Martin: Well, do next time
Taylor: Will you forgive me?
Martin: Mmmm...yes...
Taylor: Cheeky bitch.
CDのインデックスでは「レボリューション9」に含まれている。

## クレジット
※出典
- ジョン・レノン、ジョージ・ハリスン、オノ・ヨーコ、ジョージ・マーティン、アリステア・テイラー（英語版） - 声

## 社会的影響
マンソン・ファミリーを率いたカルト指導者で、テート・ラビアンカ殺人事件を起こしたチャールズ・マンソンは、同じく『ザ・ビートルズ』に収録の「ピッギーズ」「ヘルター・スケルター」等の楽曲を殺人の啓示と解釈した。また、楽曲を逆再生した時に「Turn me on, dead man」と聞こえるという声が上がっており、これがポール死亡説の根拠の一つとされている。
1968年12月2日にスタッフォードシャー州にあるキール大学に通う学生3人から、レノンとオノは同大学のアート新聞のためのインタビューの依頼を受けた。当時学生や左翼団体の間では革命が話題となっており、政治が話題に挙がったところで本作について話し合われた。レノンは学生達に「『レボリューション9』は具体的に何かを示しているわけではない。通りを歩いている時みたいな音の羅列さ。オレはその一瞬をとらえてレコートしただけ。確か1回でやりきって、あとは少し編集を加えて完成。だからあれは大部分がでたらめだし、その意味だとこの言葉だって全部そうだ」と語っている。

## カバー・バージョン
1994年10月31日、フィッシュがニューヨークで『ホワイト・アルバム』を丸ごとカヴァーするライヴを行い、この曲も生演奏された。ただし完全に再現はされておらず、ピアノ伴奏に乗せた奇声やナレーションを、4分にわたって繰り広げるという内容となっている。2002年に発売された4枚組のライブ・アルバム『LIVE PHISH 13　10.31.94』に収録された。
ベーシストのウィル・リー率いるトリビュート・バンドThe Fab Fauxもカバーしている。こちらはビートルズ・サウンドの完全再現をコンセプトにしているため、この曲は会話やナレーションをメンバーがコピー、サウンドコラージュもサンプリングを駆使するなどして忠実に再現している。